# Bell XP-83
Il Bell XP-83 fu un caccia da scorta a getto di prima generazione sviluppato dall'azienda aeronautica statunitense Bell Aircraft Corporation negli anni quaranta e rimasto allo stadio di prototipo.
Realizzato durante la seconda guerra mondiale fu uno dei primi aerei equipaggiati con un motore a getto e volò per la prima volta nel 1945. Il suo limite principale era costituito dalla mancanza di potenza e venne presto eclissato da progetti ben più avanzati.

## Storia del progetto
Nell'ambito della campagna dei bombardamenti strategici sul territorio tedesco e della nuova situazione venutasi a creare nel 1944 ad opera delle contromisure operate dalla Luftwaffe per la cosiddetta "Difesa del Reich", la United States Army Air Forces, l'allora componente aerea dell'esercito statunitense, che effettuava missioni di bombardamento diurne con Boeing B-17 Flying Fortress e Consolidated B-24 Liberator sotto il comando delle United States Strategic and Tactical Air Forces (USSTAF), si trovò costretta a richiedere il supporto di nuovi e più efficienti caccia di scorta che riuscissero, con un'adeguata autonomia, a difendere le formazioni fin sopra gli obiettivi, ruolo che sarebbe poi stato efficacemente svolto dai North American P-51 Mustang con motore endotermico. Tuttavia la tecnologia aeronautica si stava velocemente evolvendo verso l'utilizzo del motore a reazione per cui l'USAAF emanò una richiesta al fine di valutare un nuovo modello equipaggiato con questa tipologia di propulsori.
I primi caccia ad essere dotati di motore a reazione, pur possedendo le potenzialità che li faranno affermare negli anni immediatamente successivi, erano tuttavia gravati da un consistente consumo di combustibile che limitava fortemente la loro autonomia e di conseguenza anche il raggio d'azione. Per cercare di ovviare al problema nel marzo 1944 l'USAAF contattò la Bell richiedendole un progetto per un nuovo caccia a getto che possedesse un'autonomia incrementata rispetto ai modelli già in linea sottoscrivendo, formalmente il 31 luglio, un contratto per la fornitura di due prototipi da avviare a prove di valutazione.
Per il suo sviluppo l'azienda statunitense decise di attingere agli studi compiuti sul "Model 40", un caccia intercettore progettato nel 1943 ma che rimase allo stadio progettuale. Il progetto venne riconvertito al ruolo di caccia di scorta a lungo raggio decidendo di adottare la configurazione del precedente P-59A Airacomet, il primo caccia a reazione a disposizione dell'USAAF. Il nuovo modello conservava la collocazione delle due turbine dell'Airacomet, inserite in due alloggiamenti adiacenti alla fusoliera collocati sotto le radici alari, soluzione che oltre a minimizzare, in caso di avaria di uno dei due propulsori, l'imbardata conseguente alla spinta da un solo lato del velivolo, permetteva di avere a disposizione ampi spazi all'interno della fusoliera dove collocare il serbatoio del combustibile e l'armamento.
Il modello, identificato con la designazione XP-83, era caratterizzato da una fusoliera semimonoscocca metallica, dotata di una cabina di pilotaggio pressurizzata chiusa da un basso cupolino a bolla, che integrava il serbatoio da 1 150 US gal (4 353 L). Oltre a questo erano a disposizione due altri serbatoi sganciabili da 250 US gal (circa 946 L) ciascuno. Per i motori si ricorse ad una coppia di General Electric I-40 (successivamente ridesignati J33), già adottato dai prototipi Lockheed XP-80A monogetto, mentre l'armamento era basato su sei mitragliatrici calibro 0,5 in (12,7 mm), camerate per il munizionamento .50 BMG, collocate nel naso.
I primi rapporti, rivenienti dalle prove effettuate nella galleria del vento, avevano individuato problemi di instabilità direzionale, ma la sostituzione dell'elemento verticale dell'impennaggio con uno riprogettato avente maggiori dimensioni non sarebbe stato pronto per la data prevista per le prime prove in volo.

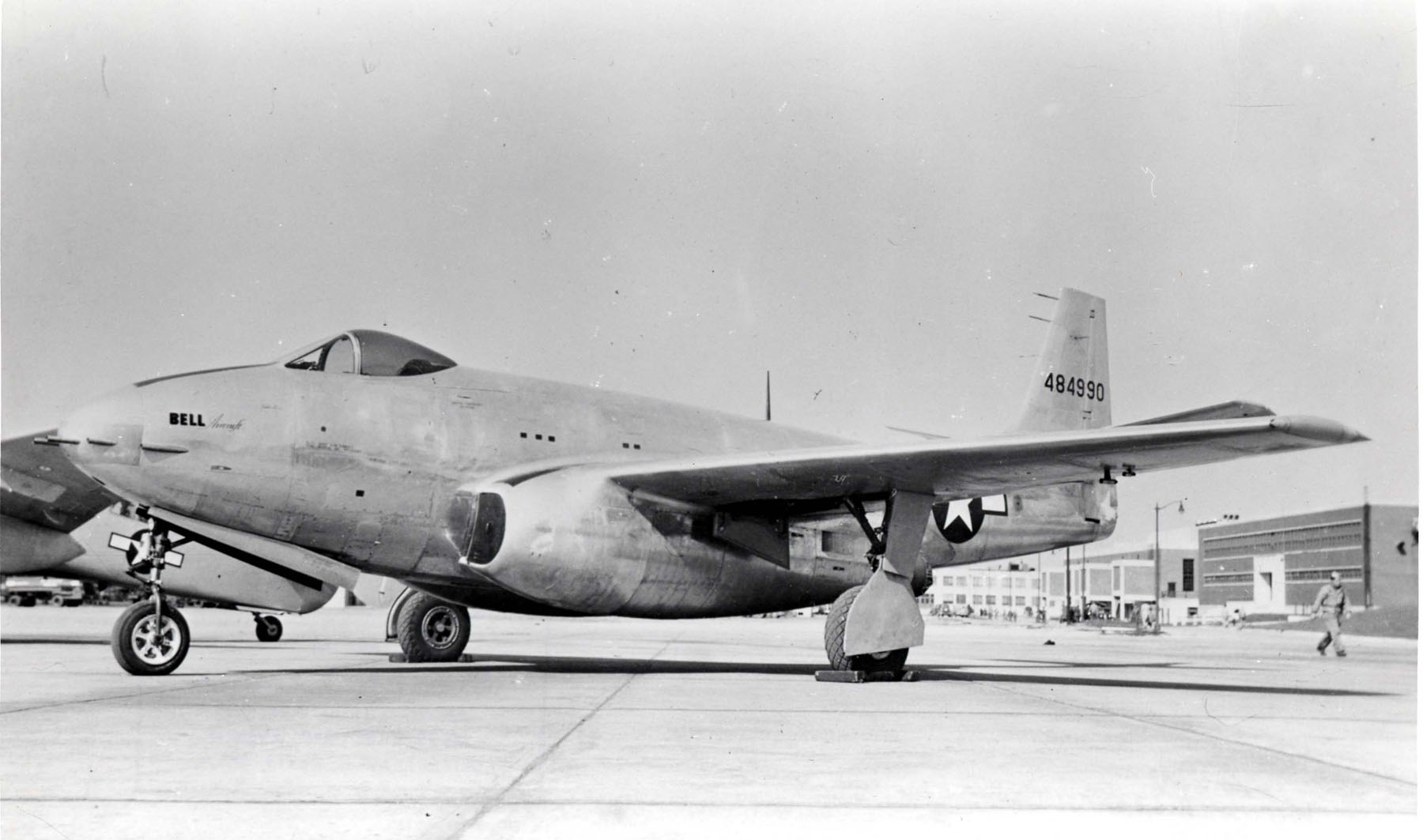
Il primo prototipo (44-84990) dell'XP-83.

Il primo prototipo (44-84990) venne portato in volo per la prima volta il 25 febbraio 1945 ai comandi del capo pilota collaudatore dell'azienda Jack Woolams, il quale però lo definì sottopotenziato ed instabile. I test che seguirono, pur limitati nell'attesa che fosse disponibile il nuovo impennaggio, rivelarono comunque caratteristiche di volo complessivamente soddisfacenti pur se vennero rilevati altri inconvenienti. La vicinanza degli ugelli di scarico dei due motori causava infatti un'interferenza tra i gas combusti ed i piani orizzontali che, data la temperatura elevata, tendevano a rovinarsi nelle fasi che precedevano il decollo (run-up) costringendo ad affiancare al velivolo delle autopompe incaricate di dirigere flussi d'acqua sopra la parte posteriore della fusoliera.
Il secondo prototipo (44-84991) integrava alcune soluzioni tra cui, oltre il previsto impennaggio dal nuovo disegno, un nuovo sistema di attuatori per gli alettoni, un diverso cupolino a bolla, un naso allungato per poter alloggiare un più pesante armamento basato su sei mitragliatrici T17E3 da 0,60 in, e diversi ugelli che dirigevano i gas di scarico verso l'esterno. Caratteristica era anche la riluttanza del velivolo a rallentare dopo l'atterraggio, causa la sua forma aerodinamica e la mancanza di sistemi di frenatura , costringendo i piloti collaudatori ad avvicinamenti lunghi e piatti.
Le prove effettuate con il prototipo così modificato non convinsero tuttavia le autorità militari statunitensi visto che, tranne per la grande autonomia di 3 540 km ottenuta con l'uso di serbatoi subalari sganciabili, il velivolo non offriva alcun miglioramento rispetto al Lockheed P-80 Shooting Star avviato poi alla produzione in serie. Al termine del conflitto, l'United States Air Force (USAF), da poco divenuta forza armata indipendente, decise di assegnare al ruolo di caccia di scorta i "bi-fusoliera" North American F-82 Twin Mustang per cui la Bell decise di abbandonarne lo sviluppo.

## Impiego operativo
Il modello, ridesignato XF-83 in base alle nuove convenzioni di designazione, venne destinato dall'USAF all'utilizzo come banco di prova volante per le nuove tecnologie, programma avviato nel corso del 1946.

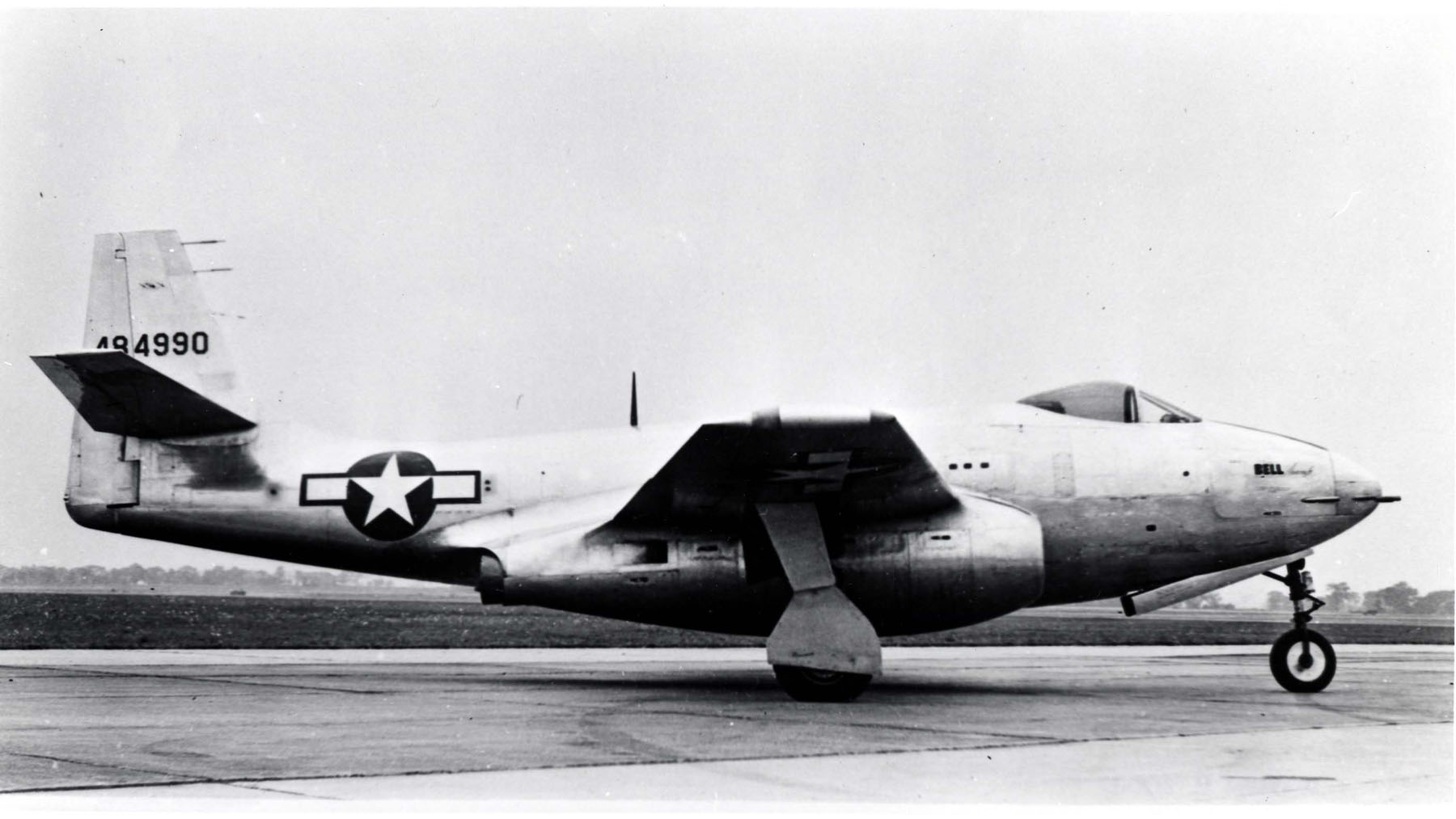
Vista laterale del primo prototipo del Bell XF-83.

Il primo prototipo venne utilizzato come laboratorio volante per test sui ramjet, modificato per accogliere una postazione per un ingegnere collocata dietro il pilota ed accessibile da un portello ventrale. Equipaggiato con un'addizionale coppia dei nuovi motori sperimentali collocati sotto le ali, era previsto decollasse grazie alla spinta degli originali turbogetto e, raggiunta un'adeguata velocità, accendesse successivamente i due ramjet per proseguire il volo con la sola spinta di questi. Il 14 settembre 1946, durante il volo che inaugurava il programma di test avanzato, uno degli statoreattori si incendiò costringendo pilota Chalmers Goodlin e l'ingegnere Charles Fay a paracadutarsi nel timore che il fuoco potesse propagarsi a tutto il velivolo. Nell'incidente l'XF-83 (44-84990) precipitò rimanendo distrutto.
Il secondo XF-83 (44-84991) iniziò il programma di test volando il successivo 19 ottobre rimanendo in servizio fino al 1947, anno in cui venne demolito.

## Utilizzatori
Stati Uniti
- United States Army Air Forces
- United States Air Force